# عنايشت
عنايشت (بالفارسية: عنایشت) هي قرية تقع في قسم بشتكوة موغوئي الريفي في إيران. يقدر عدد سكانها بـ 71 نسمة بحسب إحصاء 2016.